# 上海犹太纪事报
《上海犹太纪事报》（Shanghai Jewish Chronicle；1945年更名为Shanghai Echo）是中国上海地区于1939年至1948年间出版的犹太报纸。该报为德文报纸，最初为日报，后来为周刊。
1939年5月3日，《上海犹太纪事报》创刊。由于大量来自欧洲的犹太难民涌入上海，德语报纸业务量不断增长。

## 额外来源
- Eber, Irene (小编和译者). Voices from Shanghai: Jewish Exiles in Wartime China. University of Chicago Press, 2008年10月1日. ISBN 0226181669, 9780226181660.
- 饶立华. "《上海犹太纪事报》研究." 新华出版社, 2003年. ISBN 7501161623, 9787501161621.

## 外部連結
- 《上海犹太纪事报》研究

Template:German-language newspapers outside of German-speaking countries